# Petar Krsmanović
Petar Krsmanović est un joueur serbe de volley-ball né le 1er juin 1990 à Čačak. Il joue central. De la saison 2020/2021 il est dans l'équipe russe de Kouzbass Kemerovo.

## Palmarès

### Clubs
Coupe du Monténégro:
- 2015

Championnat du Monténégro:
- 2015

Championnat du monde des clubs:
- 2015

Coupe de ACLAV:
- 2016

Championnat Sud-américain des clubs:
- 2016

Championnat d'Argentine:
- 2016

### Équipe nationale
Hubert Jerzy Wagner Mémorial:
- 2016
- 2019

Championnat d'Europe:
- 2019